# Walter Nutz
Walter Nutz (* 11. Dezember 1924; † 3. März 2000) war ein deutscher Journalist, Autor und Kommunikationswissenschaftler, der vor allem zur Trivialliteratur und Alltagskultur forschte.

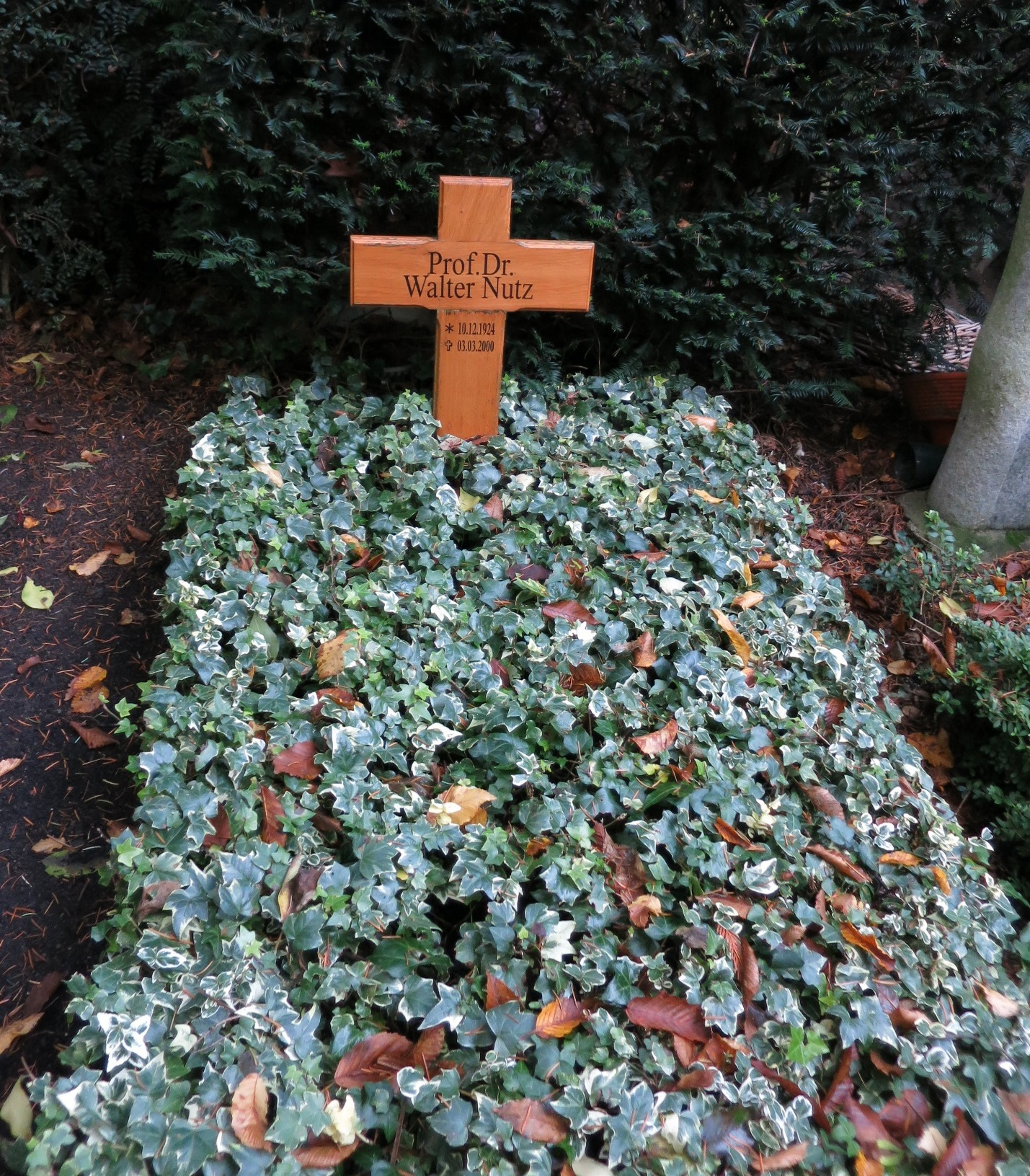
Grab auf dem Friedhof Melaten (Oktober 2017)

## Leben
Nutz arbeitete zunächst für verschiedene Zeitungen, Presseagenturen und Rundfunkanstalten (WDR, ZDF) und kam 1966 als Leiter des französischsprachigen Afrika-Programms zur Deutschen Welle. Dort leitete er von 1977 bis 1987 die Hörerforschung. Er war Lehrbeauftragter an der Universität zu Köln und gab Drehbuch-Seminare an der Universität Göttingen. Von 1990 bis 2000 war er als Nachfolger von Alphons Silbermann Vorsitzender der Deutschen Gesellschaft für Kommunikationsforschung in Köln.
Seine Grabstätte befindet sich auf dem Kölner Friedhof Melaten (Flur 34).

## Werke (Auswahl)
- Eine Kulturanalyse von Kei. Beiträge zur vergleichenden Völkerkunde Ostindonesiens. in: Ethnologica Beiheft 2 (1959). Gleichzeitig erschienen als Dissertation der Philosophischen Fakultät der Universität Köln, Kennziffer D 39.
- Der Trivialroman, seine Formen und seine Hersteller. Ein Beitrag zur Literatursoziologie, 1962.
- Soziologie der trivialen Malerei, 1975.
- Vom Mythos der Freiheit: Von Platon bis Nietzsche. Verfall und Untergang der Demokratien am Ende des 20. Jahrhunderts, 1995.
- Trivialliteratur und Popularkultur, 1999.
- Kunst, Kommunikation, Kultur. Festschrift zum 80. Geburtstag von Alphons Silbermann. 1989. (Als Herausgeber).